# Quartiers d'Aix-les-Bains
Aix-les-Bains est composée de onze quartiers administratifs définis par l'Insee.
Ces derniers regroupent plusieurs véritables sous-quartiers identifiés par les habitants.
Ces quartiers se structurent majoritairement sur les axes majeurs et les cours d'eau.
De nombreux quartiers présentent un intérêt historique majeur pour la ville, labellisée ville d'art et d'histoire. D'autres, avec la construction d'habitations au XXIe siècle, sont plus récents, notamment celui de Rondeau-Bord du Lac.

## Caractéristiques générales
Les données socio-économiques présentées ci-dessous proviennent de l'Insee et sont issues du ministère de la ville, de la jeunesse et des sports. Elles datent des années 2010 à 2012.
| Quartier              | Population | Superficie | Revenu fiscal médian par UC | Taux de chômage |  |
| --------------------- | ---------- | ---------- | --------------------------- | --------------- |  |
| Centre-ville-Nord     | 4 023 hab  | 46 ha      | 18 487 €                    | 14,9 %          |  |
| Centre-ville-Sud      | 2 748 hab  | 34 ha      | 19 417 €                    | 13,7 %          |  |
| Mémard-Corsuet        | 2 270 hab  | 268 ha     | 21 511 €                    | 12,0 %          |  |
| Rondeau-Bord du lac   | 3 390 hab  | 167 ha     | 21 314 €                    | 10,9 %          |  |
| Italie-Jacotot        | 2 623 hab  | 34 ha      | 15 926 €                    | 15,0 %          |  |
| Lepic                 | 1 941 hab  | 104 ha     | 15 864 €                    | 15,4 %          |  |
| Lafin                 | 2 103 hab  | 43 ha      | 12 432 €                    | 29,5 %          |  |
| Saint-Simond          | 2 004 hab  | 55 ha      | 19 037 €                    | 12,6 %          |  |
| Tir aux Pigeons       | 2 649 hab  | 269 ha     | 23 799 €                    | 5,9 %           |  |
| Chantemerle-Saint-Pol | 2 042 hab  | 122 ha     | 24 456 €                    | 10,9 %          |  |
| Marlioz               | 2 936 hab  | 103 ha     | 18 155 €                    | 13,9 %          |  |